# Anastasios Metaxas

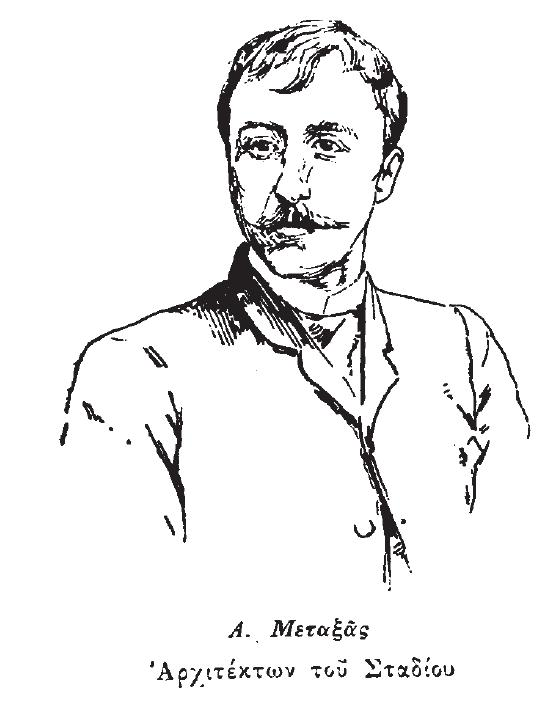
Anastasios Metaxas

Anastasios Metaxas (griechisch Ἀναστάσιος Μεταξάς; * 27. Februar 1862 in Athen; † 28. Januar 1937 ebenda) war ein griechischer Architekt und Schießsportler.

## Leben
Metaxas arbeitete etwa 25 Jahre als Architekt und Bauleiter im Büro des Architekten, Bauforschers und Archäologen Ernst Ziller. In dieser Zeit leitete er den Wiederaufbau des Panhellenischen Stadions, dessen Entwurf vom Wiederentdecker und Ausgräber Ernst Ziller stammte. In jenem Stadion fanden die I. Olympischen Sommerspiele 1896 in Athen statt. Metaxas nahm selbst an den Spielen im Schießsport teil und belegte in den Wettbewerben mit dem Militärgewehr über 200 und 300 Meter jeweils den vierten Platz.
Zehn Jahre später nahm Metaxas an den Olympischen Zwischenspielen 1906 teil, die erneut in dem von ihm wiederaufgebauten Stadion stattfanden. Er beteiligte sich an neun Wettbewerben. Im Doppeltrapschießen belegte er dabei den zweiten Platz. Im Mannschaftswettbewerb mit dem freien Gewehr wurde er mit dem griechischen Team Vierter. Im Trapschießen belegte er bei den Spielen 1908 in London den dritten Platz und 1912 in Stockholm den sechsten Platz.
Nach 1908 war Metaxas wieder Architekt und betreute den Bau der Kirche Agios Andreas in Patras.